# 조도초등학교 관사분교
조도초등학교 관사분교는 대한민국 전라남도 진도군에 있는 공립 초등학교이다.

## 학교 연혁
- 일자미상 관사국민학교 설립 인가
- 1952년 4월 10일 관사국민학교 개교
- 일자미상 관사국민학교 갈목도분실 개설 인가
- 1967년 4월 1일 도서벽지학교 '을'급 지정
- 1968년 4월 1일 갈목도분실 개설, 도서벽지학교 '을'급 지정
- 1969년 6월 1일 관사국민학교 본교 도서벽지학교 '갑'급 조정
- 1973년 3월 1일 관사국민학교 본교 도서벽지학교 '갑'급 재지정
- 1983년 3월 1일 조도국민학교 분교장 격하 편입, 갈목도분실 이관
- 1986년 1월 1일 도서벽지학교 '가'급 조정
- 1996년 3월 1일 조도초등학교 관사분교 개편
- 2011년 3월 1일 도서벽지학교 '나'급 조정

## 참고 자료
- 조도초등학교관사분교장 - 한국교육학술정보원 학교알리미